# سقرجوق (غركان)
سقرجوق (بالفارسية: سقرجوق) هي قرية تقع في إيران في قسم غرکان الريفي. يقدر عدد سكانها بـ 253 نسمة بحسب إحصاء 2016.